# Scorpaena bulacephala
Scorpaena bulacephala är en fiskart som beskrevs av Motomura, Last och Yearsley 2005. Scorpaena bulacephala ingår i släktet Scorpaena och familjen Scorpaenidae. Inga underarter finns listade i Catalogue of Life.